# Mawson’s Huts

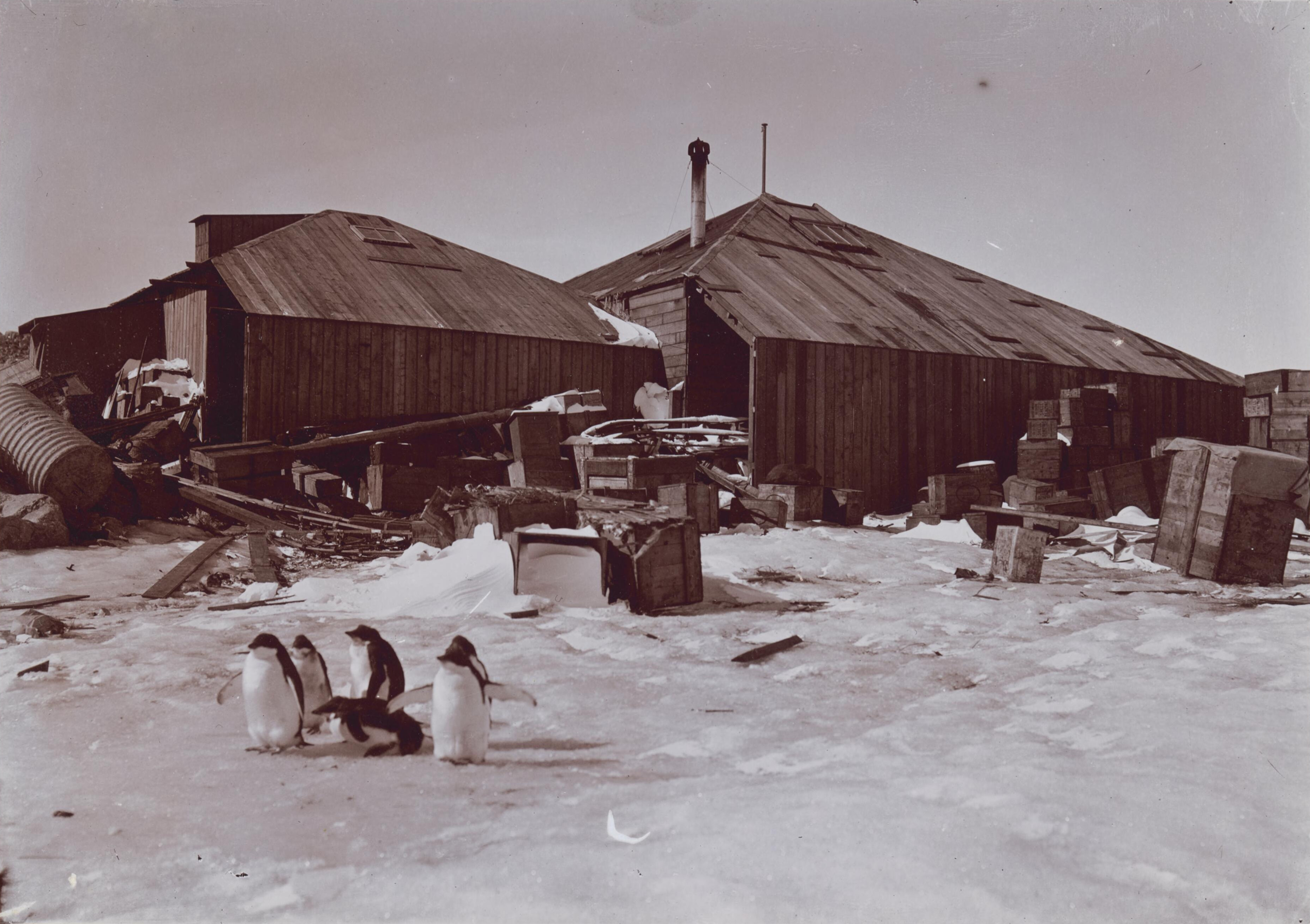
Mawson Huts (um 1912)

Die Mawson’s Huts (deutsch: Mawson-Hütten) sind Holzgebäude am Kap Denison, Commonwealth-Bucht im Australian Antarctic Territory in der Antarktis, etwa 3000 km südlich von Hobart gelegen. Es handelt sich um die ersten Gebäude, die die Australier in den frühen 1910er Jahren in der Antarktis errichteten. Heute stehen sie unter Denkmalschutz.  

## Bedeutung

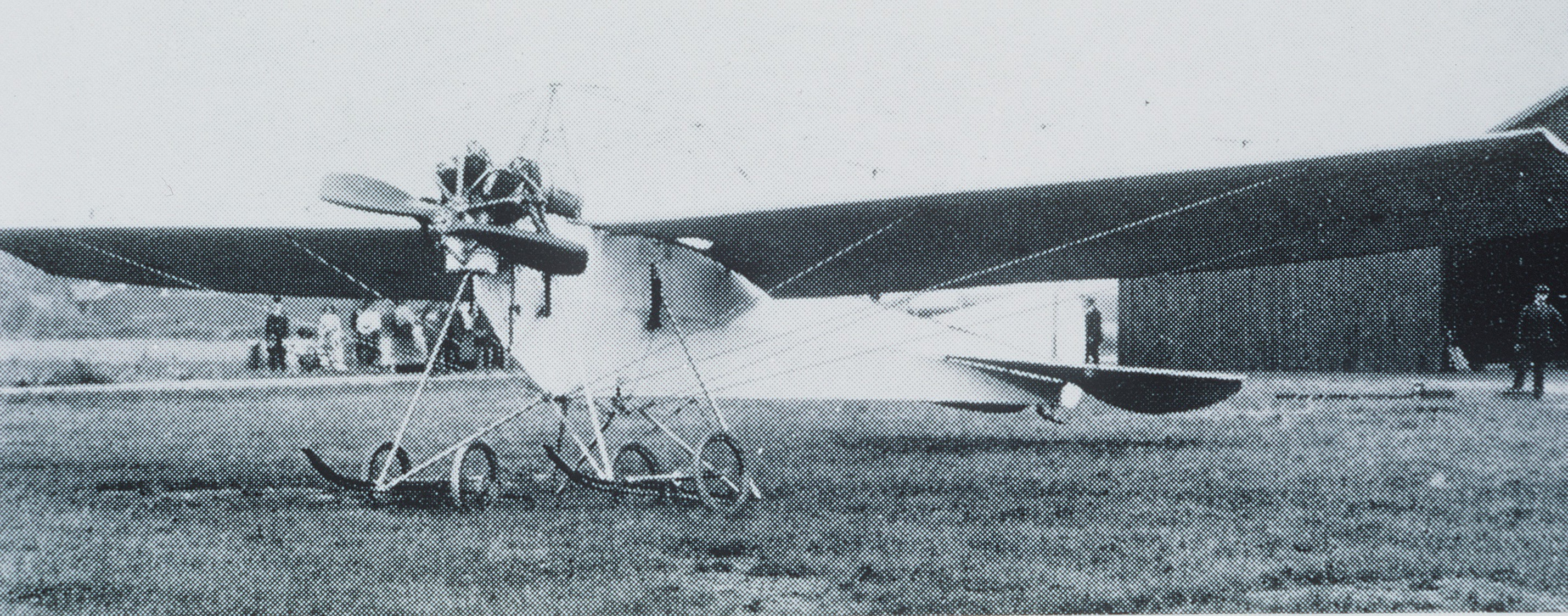
Mawsons Flugzeug (August 1911)

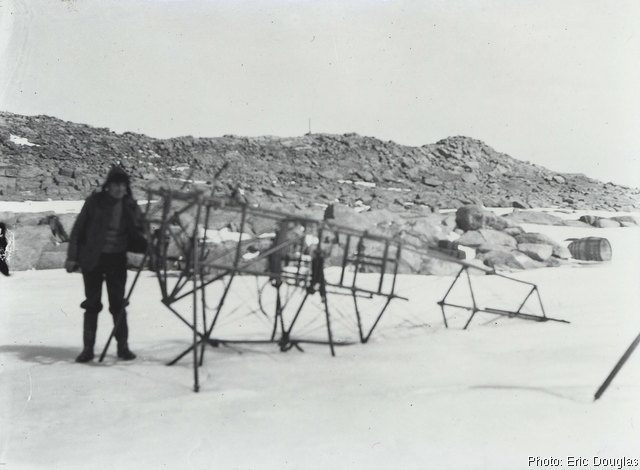
Die Überreste von Mawsons Propellerschlitten, fotografiert 1931

Die Hütten bildeten die Basisstation für die wissenschaftliche und geografische Erkundung der Südpolarregion durch die Australasiatische Antarktisexpedition von 1911 bis 1914 unter der Leitung des Geologen und Entdeckers Sir Douglas Mawson. Die Niederlassung ist eine der sechs noch existierenden Stationen in der Antarktis, die aus dem sogenannten "Goldenen Zeitalter der Antarktis-Forschung" stammen. 
Die Expedition hatte eine erste Funkverbindung von der Antarktis zum australischen Kontinent über eine Relaisstation auf der Macquarieinsel hergestellt. Mawson brachte auch das erste Flugzeug in die Antarktis, das allerdings durch einen Sturm bereits in Adelaide zerstört wurde und zu einem propellergetriebenen Schlitten umgebaut worden war.

## Gelände und Gebäude
Die Main Hut, die Haupthütte, besteht aus einem Aufenthaltsraum für 18 Personen, einer Werkstatt und einer Veranda. Sie befindet sich am Ende des Bootshafens des Main Valley. Auf der westlichen Erhöhung ist das Erinnerungskreuz der Expedition von 1913 aufgebaut.
Der Gebäudekomplex besteht aus vier Holzhütten, davon sind zwei noch intakt und zwei sind Ruinen. Die Transit Hut (Ruine ohne Dach) liegt 30 m östlich der Main Hut, die Magnetograph Hut (intakt) und die Absolute Magnetic Hut (Ruine ohne Dach) liegen auf der See zugewandten Seite des Proclamation Hill, 260 m östlich der Main Hut.
Neben den Gebäuden befinden sich auf dem Gelände Landmarkierungen der wissenschaftlichen Untersuchungen, zwei umgestürzte Sendemasten und weitere historische Gegenstände, beispielsweise Kanister, Draht und Isolatoren der Sendeanlage, das Erinnerungskreuz mit Plaketten der Expeditionen.

## Denkmalschutz

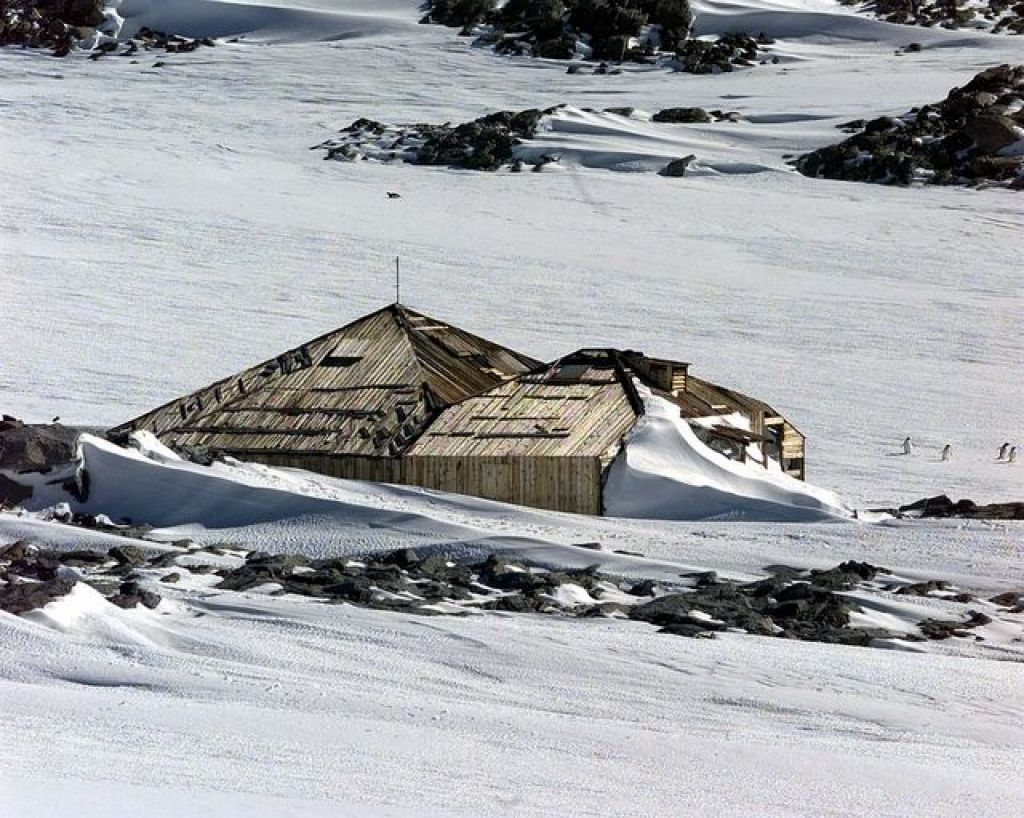
Mawson Huts (2006)

Das Klima in der Commonwealth Bay ist geprägt von starken Winden, Schnee und Eis. Die Gebäude waren jahrelang dem Verfall preisgegeben. Erst Expeditionen durch die Australian Antarctic Division seit den späten 1970er Jahren und seit 1997 die private Mawson’s Huts Foundation unternahmen konservierende und sichernde Arbeiten, vor allem gegen den Zerfall der Dächer.
Seit 1972 wurde das Gebiet in der Größe von 130 ha mit den Hütten als Historic Site and Monument anerkannt, 2004 zur Antarctic Specially Protected Area und an Antarctic Specially Managed Area erklärt und 2007 in die Australian National Heritage List eingetragen. 2014 lief der Schutz als besonders verwaltetes Gebiet ASMA-3 mit Inkrafttreten eines neuen Managementplans für ASPA-162 aus.